# Досадният портокал
Досадният портокал (на английски: The Annoying Orange) е популярен комедиен уеб сериал от YouTube, създаден от Dane Boedigheimer (накратко Daneboe). Първият епизод е качен на 9 октомври 2009 година, като тогава е бил предвиден да бъде единствен епизод, но поради популярността му е направен на сериал. След като сериалът става още по-популярен епизодите започват да се качват на отделен профил предназначен за Досадния портокал, вместо на профила на създателя. Профилът на сериала е с над 2 200 000 абонати и е на 8 място в сайта.
Анимационен телевизионен сериал базиран на Досадния портокал се продуцира и ще започне през 2012 г. по Cartoon Network.

## Сюжет
Сериалът е центриран около героя Досадния портокал (често наричан само Портокал), който е досаден и често се шегува с героите в кухнята, които почти винаги са различни видове храни, накрая често са „убити“ от нож или кухненски уред.